# Kẻ hiếp dâm hàng loạt

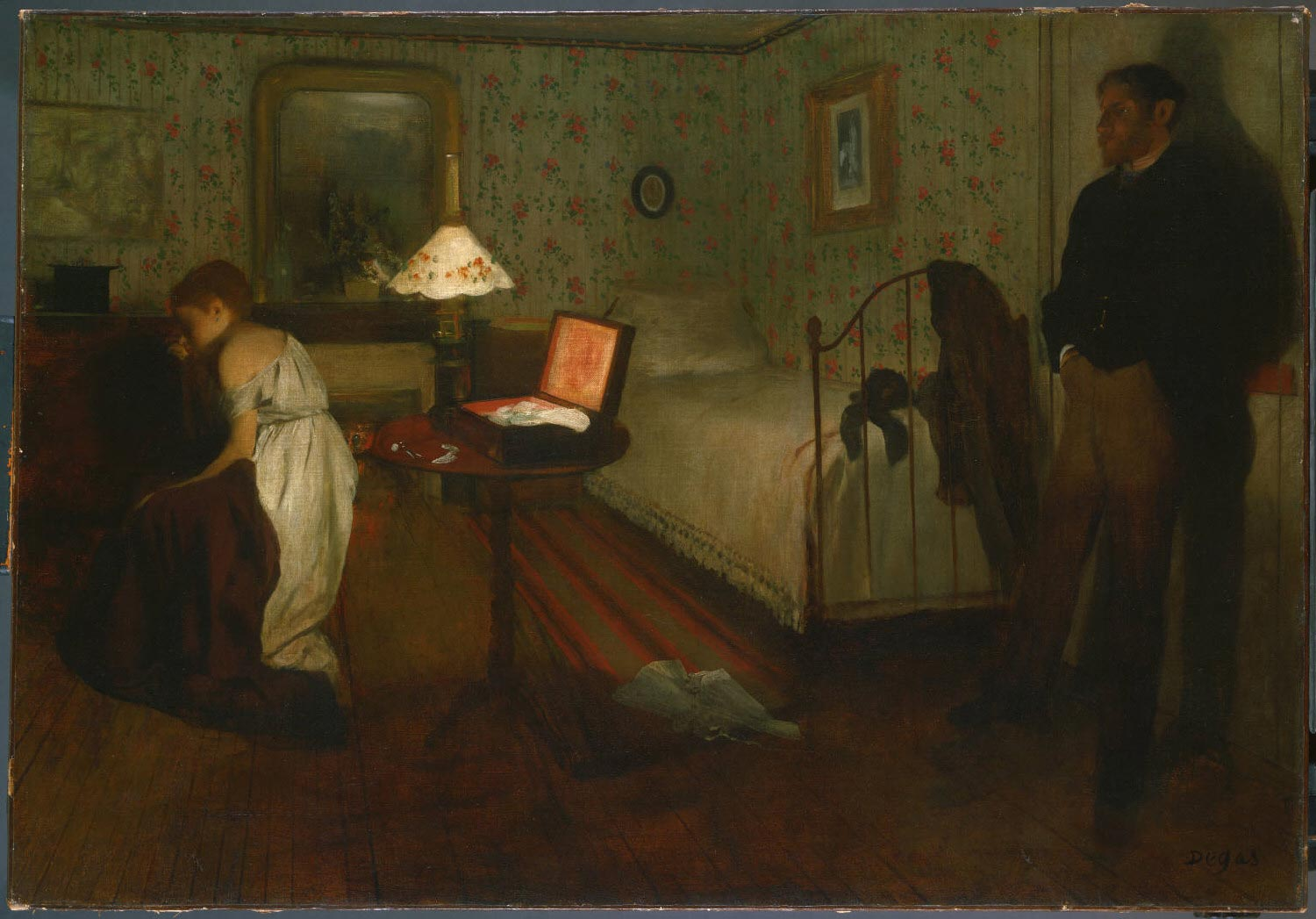
"Kẻ hiếp dâm" của Degas, Bảo tàng Nghệ thuật Intérieur Philadelphia 1986-26-10

Một kẻ hiếp dâm hàng loạt là người thực hiện nhiều vụ hãm hiếp, cho dù có nhiều nạn nhân hoặc một nạn nhân liên tục trong một khoảng thời gian. Một số kẻ hiếp dâm nối tiếp nhắm vào trẻ em. Các thuật ngữ như săn mồi tình dục, hiếp dâm lặp lại và nhiều hành vi phạm tội cũng có thể được sử dụng để mô tả hoạt động của những kẻ thực hiện một số vụ hãm hiếp liên tiếp, nhưng vẫn không được thực hiện khi tự báo cáo trong nghiên cứu. Những người khác sẽ thực hiện các cuộc tấn công của họ trong các nhà tù. Trong một số trường hợp, một nhóm những kẻ hiếp dâm hàng loạt sẽ cùng nhau hiếp dâm tập thể. Những kẻ hiếp dâm này có thể có một mô hình hành vi đôi khi được sử dụng để dự đoán các hoạt động của họ và hỗ trợ cho việc bắt giữ và kết án họ. Những kẻ hiếp dâm hàng loạt cũng khác với những kẻ phạm tội một lần vì "những kẻ hiếp dâm nối tiếp thường liên quan đến bắt cóc, đe dọa bằng lời nói và thể xác các nạn nhân và sử dụng hoặc đe dọa sử dụng vũ khí".